# 壬生インターチェンジ
壬生インターチェンジ（みぶインターチェンジ）は、栃木県下都賀郡壬生町大字国谷にある、北関東自動車道のインターチェンジ。下野市の旧下都賀郡石橋町域や、宇都宮市南西部の西川田地区周辺への最寄りとなるインターチェンジ。

## 歴史
- 2000年（平成12年）7月27日：栃木都賀JCT - 宇都宮上三川IC間開通に伴い、供用開始[1]。

## 周辺
- 獨協医科大学
- 獨協医科大学病院
- おもちゃのまち駅
- おもちゃのまち（おもちゃ団地）
- 壬生総合公園
  - 道の駅みぶ、壬生町おもちゃ博物館、とちぎわんぱく公園
- おもちゃのまちバンダイミュージアム（株式会社バンダイ）
- コストコホールセール 壬生倉庫店
- 壬生町役場

## 接続する道路
- 直接接続
  - E50 北関東自動車道（9番）
  - 栃木県道340号壬生インター線

- 間接接続
  - 栃木県道71号羽生田上蒲生線
  - 栃木県道2号宇都宮栃木線

## 料金所
- ブース数：7

### 入口
- ブース数：3
  - ETC専用：1
  - ETC・一般：1
  - 一般：1

### 出口
- ブース数：4
  - ETC専用：1
  - ETC・一般：1
  - 一般：2

## 隣
E50 北関東自動車道
(8) 都賀IC - 壬生PA - (9) 壬生IC - 下野SIC(事業中) - (10) 宇都宮上三川IC